# Challenge Cup féminine 2011-2012
Navigation
Édition précédente Édition suivante
La Challenge Cup féminine 2011-2012 est la 32e édition de la Challenge Cup féminine.

## Participants
Le nombre de participants est basé sur le classement des pays:
| Pos. | Pays               | Nombre d'équipes | Équipes 1 |                                                                                 |
| ---- | ------------------ | ---------------- | --- | ------------------------------------------------------------------------------- |
| 2    | Russie             | 1                | Omichka Omsk | Omichka Omsk                                                                    |
| 3    | Turquie            | 2                | Nilüfer Belediye Bursa Iller Bankasi Ankara (issu de la Coupe de la CEV)                                           | Nilüfer Belediye Bursa Iller Bankasi Ankara (issu de la Coupe de la CEV)        |
| 4    | France             | 3                | Évreux Volley-ball Istres Ouest Provence VB (issu de la Coupe de la CEV) Le Cannet VB (issu de la Coupe de la CEV) |                                                                                 |
| 5    | Pologne            | 1                | Impel Gwardia Wrocław                                                                                              |                                                                                 |
| 6    | Espagne            | 1                | Valeriano Alles Menorca                                                                                            |                                                                                 |
| 7    | Serbie             | 2                | Radnički Belgrade (issu de la Coupe de la CEV) Vizura Belgrade (issu de la Coupe de la CEV)                        |                                                                                 |
| 8    | Roumanie           | 3                | CSU Medicina Târgu Mureș VC Unic Piatra Neamţ Dinamo Romprest Bucureşti (issu de la Coupe de la CEV)               |                                                                                 |
| 9    | Croatie            | 3                | ŽOK Rijeka ŽOK Split 1700 (issu de la Coupe de la CEV) ŽOK Vukovar (issu de la Coupe de la CEV)                    |                                                                                 |
| 10   | Pays-Bas           | 2                | Sliedrecht Sport VC Weert                                                                                          |                                                                                 |
| 11   | Allemagne          | 1                | VfB Suhl | VfB Suhl                                                                        |
| 12   | Autriche           | 3                | Sparkasse Klagenfurt VC Tirol ASKÖ Linz-Steg (issu de la Coupe de la CEV)                                          |                                                                                 |
| 13   | Suisse             | 3                | VC Kanti Schaffhouse Zeiler Köniz Volleyball Franches-Montagnes (issu de la Coupe de la CEV)                       |                                                                                 |
| 14   | Grèce              | 2                | A.O. Markopoulo Revoil Olympiakos Pirée (issu de la Coupe de la CEV)                                               | A.O. Markopoulo Revoil Olympiakos Pirée (issu de la Coupe de la CEV)            |
| 15   | Azerbaïdjan        | 2                | Lokomotiv Bakou Bakı Bakou                                                                                         | Lokomotiv Bakou Bakı Bakou                                                      |
| 17   | Belgique           | 2                | Hermes Volley Oostende VDK Gent Dames                                                                              |                                                                                 |
| 18   | Ukraine            | 3                | Jinestra Odessa Severodonchanka Severodonec Khimik Yuzhny (issu de la Coupe de la CEV)                             |                                                                                 |
| 19   | Tchéquie           | 1                | VK Královo Pole (issu de la Coupe de la CEV)                                                                       |                                                                                 |
| 20   | Portugal           | 2                | CS Madeira Ribeirense Pico Azores                                                                                  |                                                                                 |
| 21   | Slovénie           | 2                | Calcit Kamnik Vital Ljubljana                                                                                      | Calcit Kamnik Vital Ljubljana                                                   |
| 22   | Chypre             | 3                | Anorthosis Famagusta AEL Limassol Apollon Limassol (issu de la Coupe de la CEV)                                    | Anorthosis Famagusta AEL Limassol Apollon Limassol (issu de la Coupe de la CEV) |
| 23   | Slovaquie          | 2                | Doprastav Bratislava Slavia Bratislava                                                                             |                                                                                 |
| 24   | Finlande           | 1                | OrPo Orivesi |                                                                                 |
| 25   | Bulgarie           | 1                | Maritza Plowdiw |                                                                                 |
| 26   | Hongrie            | 2                | UTE Budapest Vasas Obuda Budapest                                                                                  |                                                                                 |
| 27   | Bosnie-Herzégovine | 1                | ŽOK Jedinstvo Brčko (issu de la Coupe de la CEV)                                                                   |                                                                                 |
| 33   | Israël             | 2                | Hapoël Kfar Sabah Neve Shanan Haifa (issu de la Coupe de la CEV)                                                   |                                                                                 |
| xx   | Suède              | 2                | Engelholms VS Katrineholms VK                                                                                      |                                                                                 |

## Phase de qualifiaction
37 équipes disputent la compétition en matchs aller-retour. Les vainqueurs se retrouvent alors au tour suivant. Les quatre clubs encore en liste à l'issue des quarts de finale se qualifient pour le final four.

### 1ertour

#### Matchs retour
L'équipe du Hapoël Kfar Sabah gagne le golden set 15-9 et se qualifie donc pour le prochain tour.

#### Équipes qualifiées
Les équipes qualifiées pour le 2d tour de qualification sont :
- Bakı Bakou
- Katrineholms VK
- Hapoël Kfar Sabah
- Nilüfer Belediye Bursa
- VC Kanti Schaffhouse

### 2dtour

#### Matchs retour
Les équipes de ŽOK Rijeka, CSU Medicina Târgu Mureș, A.O. Markopoulo Revoil, VC Unic Piatra Neamţ, VDK Gent Dames, Ribeirense Pico Azores et Calcit Kamnik sont qualifiées pour les 16e de finale grâce à leur victoire dans le golden set.

#### Équipes qualifiées
Les équipes qualifiées pour les 16e de finale sont :
- Zeiler Köniz
- Sliedrecht Sport
- ŽOK Rijeka
- CSU Medicina Târgu Mureș
- A.O. Markopoulo Revoil
- VfB Suhl
- Bakı Bakou
- Katrineholms VK
- VC Unic Piatra Neamţ
- VDK Gent Dames
- Ribeirense Pico Azores
- VC Weert
- Omitchka Omsk
- Calcit Kamnik
- Lokomotiv Bakou
- Impel Gwardia Wroclaw

## 16ede final

### Matchs retour
Les équipes de ŽOK Rijeka, VC Weert, Volleyball Franches-Montagnes et Khimik Yuzhny sont qualifiées pour les 8e de finale grâce à leur victoire dans le golden set.

### Équipes qualifiées
Les équipes qualifiées pour les 8e de finale sont :
- VfB Suhl
- Zeiler Köniz
- CSU Medicina Târgu Mureș
- Iller Bankasi Ankara
- Bakı Bakou
- ŽOK Rijeka
- VC Weert
- Omitchka Omsk
- VDK Gent Dames
- Le Cannet VB
- Impel Gwardia Wroclaw
- Volleyball Franches-Montagnes
- Vizura Belgrade
- Lokomotiv Bakou
- VK Královo Pole
- Khimik Yuzhny

## 8ede final

### Matchs retour
Grâce à leur victoire au golden set, les équipes du VfB Suhl et du VK Královo Polesont qualifiées pour les quarts de finale

### Équipes qualifiées
Les équipes qualifiées pour les quarts de finale sont :
- VfB Suhl
- Iller Bankasi Ankara
- Bakı Bakou
- Omitchka Omsk
- VDK Gent Dames
- Impel Gwardia Wroclaw
- Lokomotiv Bakou
- VK Královo Pole

## Quarts de finale

### Équipes qualifiées
Les équipes qualifiées pour la phase finale sont :
- VfB Suhl
- Bakı Bakou
- VDK Gent Dames
- Lokomotiv Bakou

## Demi-finales

### Équipes qualifiées
Les équipes qualifiées pour la finale sont :
- Bakı Bakou
- Lokomotiv Bakou